# Auguste Sérieyx
Auguste Sérieyx nom complet Auguste Jean Maria Charles Sérieyx (Amiens, 14 de juny de 1865 - 19 de febrer de 1949) fou un pedagog, musicòleg i compositor francès.
Primer estudià Dret, però no tardà gaire temps a dedicar-se a la música i fou alumne de Gedalge i després d'Indy en la Schola Cantorum.
Les seves principals obres són: Les troisétats de la tonalité (1909); La musique de l'Eglise; Vincent d'Indy (1914) i diversos estudis en revistes. A més, és autor de La voie lactée, per a cor i orquestra, peces per a orgue i piano, i melodies vocals.